# كيمل (الجزائر)
كيمل بلدة وبلدية تابعة لدائرة تكوت في ولاية باتنة بالجزائر.

## الموقع الجغرافي
تقع بلدية كيمل في الجنوب الشرقي لولاية باتنة.
| لمصارة (ولاية خنشلة)         | إينوغيسن                   | تكوت                   |
| الولجة (ولاية خنشلة)         | كيمل                       | المزيرعة (ولاية بسكرة) |
| خنقة سيدي ناجي (ولاية خنشلة) | زريبة الوادي (ولاية بسكرة) | المزيرعة (ولاية بسكرة) |

## السكان
بلغ عدد سكان بلدية كيمل 4355 نسمة حسب الإحصاء السكاني لسنة 2008.